# 富山県道154号西種極楽寺線
富山県道154号西種極楽寺線（とやまけんどう154ごう にしたねごくらくじせん）は、富山県中新川郡上市町内を通る一般県道（富山県道）である。

## 概要

### 路線データ
- 起点：富山県中新川郡上市町西種字屋敷割4（＝富山県道67号宇奈月大沢野線交点）
- 終点：富山県中新川郡上市町極楽寺字中割140（＝富山県道46号上市北馬場線交点）

## 歴史
かつては『極楽寺大岩線』という名称であった。
- 1993年（平成5年）4月1日：路線認定。

## 地理

### 通過する自治体
- 富山県中新川郡上市町

### 接続道路
- 富山県道67号宇奈月大沢野線（中新川郡上市町西種字屋敷割：起点）
- 富山県道336号極楽寺湯神子線（上市町極楽寺）
- 富山県道46号上市北馬場線（上市町極楽寺字中割：終点）

### 周辺
- 上市川
- 上市川ダム（展望公園）
- 上市川第二ダム